# Mikael Martinsson
Hans Mikael Martinsson (* 25. November 1968 in Hakkas, Gemeinde Gällivare) ist ein ehemaliger schwedischer Skispringer.

## Werdegang
Am 27. März 1988 gab Martinsson sein Debüt im Skisprung-Weltcup beim Springen von der Großschanze in Planica. Dabei konnte er bereits in seinem ersten Springen mit dem 7. Platz unter die besten zehn springen und gewann so auch seine ersten Weltcup-Punkte.
Die folgende Vierschanzentournee 1988/89 verlief für Martinsson jedoch erfolglos. Erst bei seinem ersten Springen nach der Tournee in Oberhof sprang er mit dem 15. Platz erneut in die Punkteränge. Bei der Nordischen Skiweltmeisterschaft 1998 in Lahti sprang Martinsson von der Normalschanze auf den 25. und von der Großschanze auf den 60. Platz. Im Teamspringen erreichte er gemeinsam mit Thomas Nordgren, Staffan Tällberg und Jan Boklöv den 5. Platz.
In der folgenden Saison blieben Punkterfolge aus. Erst zur Vierschanzentournee 1990/91 konnte er wieder in die Punkteränge springen und beendete die Tournee auf dem 7. Platz in der Gesamtwertung. Zum Saisonende konnte er seine Leistungen weiter steigern. So konnte er in Falun am 10. März 1991 seinen ersten und einzigen Weltcup gewinnen. Drei Tage später stand er in Trondheim erneut auf dem Podium. Nach weiteren Punktplatzierungen beendete er die Weltcup-Saison 1990/91 auf dem 5. Platz in der Weltcup-Gesamtwertung. Kurz nach der Saison gewann er bei den Schwedischen Meisterschaften die Goldmedaille von der Normalschanze.
Auch die Saison 1991/92 begann für Martinsson erfolgreich. So konnte er bis zu den Olympischen Winterspielen noch mehrere Podiumsplätze und regelmäßige Punktgewinne erreichen.
Bei den Olympischen Winterspielen 1992 in Albertville gehörte Martinsson zum schwedischen Aufgebot. Er erreichte beim Springen von der Normalschanze den 17. und von der Großschanze den 16. Platz. Im Teamspringen erreichte er gemeinsam mit Magnus Westman, Jan Boklöv und Staffan Tällberg den 9. Platz. Kurz nach den Spielen konnte er bei den Schwedischen Meisterschaften erneut die Goldmedaille von der Normalschanze gewann. Bei der Skiflug-Weltmeisterschaft 1992 in Harrachov flog Martinsson auf den 8. Platz.
In den folgenden Jahren konnte er seine Leistungen nur selten wiederholen. In den Saisons 1992/93 und 1993/94 konnte er noch mehrmals Weltcup-Punkte gewinnen. So stand er auch bei den Olympischen Winterspielen 1994 in Lillehammer erneut im Aufgebot der Schweden und sprang dabei von der Normalschanze auf den 23. und von der Großschanze auf den 34. Platz. Im Teamspringen wurde er Zehnter. In den einige Wochen später stattfindenden Schwedischen Meisterschaften gewann Martinsson die Goldmedaille von der Normal- und der Großschanze.
Nachdem sich nach diesen Meisterschaften im Weltcup kein Erfolg mehr einstellte und er auch im Skisprung-Continental-Cup, in dem er zwischenzeitlich parallel startete, keine vorderen Plätze mehr erzielte, beendete er 1995 seine aktive Skisprungkarriere. Zuvor konnte er noch einmal den Schwedischen Meistertitel von der Normalschanze gewinnen.

## Erfolge

### Weltcupsiege im Einzel
| Nr. | Datum         | Ort   | Typ           |
| --- | ------------- | ----- | ------------- |
| 1.  | 10. März 1991 | Falun | Normalschanze |

### Weltcup-Platzierungen
| Saison  | Platz | Punkte |
| ------- | ----- | ------ |
| 1987/88 | 54.   | 009    |
| 1988/89 | 50.   | 008    |
| 1990/91 | 05.   | 158    |
| 1991/92 | 06.   | 132    |
| 1992/93 | 26.   | 027    |
| 1993/94 | 63.   | 030    |
| 1994/95 | 63.   | 026    |